# Diploneuron diatomophilum
Diploneuron diatomophilum là một loài Rêu trong họ Hookeriaceae. Loài này được (Müll. Hal.) W.R. Buck, C. J. Cox, A.J. Shaw & Goffinet mô tả khoa học đầu tiên năm 2005.